# Богрова Дача
Богрова Дача (Красный Лес - разг.) — опустевшая деревня в Оленинском муниципальном округе Тверской области.

## География
Находится в юго-западной части Тверской области на расстоянии приблизительно 18 км на юг по прямой от административного центра округа поселка Оленино.

## История
Была отмечена уже только на карте 1939 года как несколько безымянных строений. До 2019 года входила в состав ныне упразднённого Гришинского сельского поселения. По состоянию на 2020 год опустела.

## Население
Численность населения: 3 человека (русские 100 %) в 2002 году, 1 в 2010.